# Estação Ferroviária de Pinheiro de Lafões
A Estação Ferroviária de Pinheiro de Lafões foi uma gare da Linha do Vouga, que servia a localidade de Pinheiro de Lafões, no Distrito de Viseu, em Portugal.

## Descrição
A superfície dos carris (plano de rolamento) da estação ferroviária de Pinheiro de Lafões ao PK 93+400 situava-se à altitude de 38 914 cm acima do nível médio das águas do mar. O edifício de passageiros situava-se do lado sul da via (lado direito do sentido ascendente, para Viseu).

## História

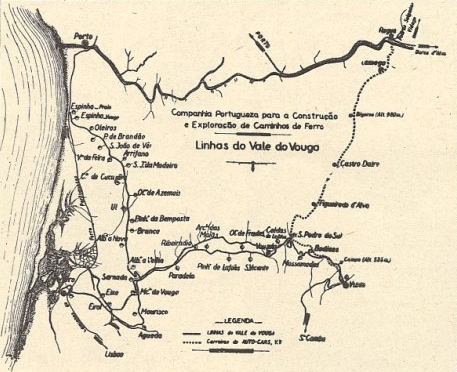
Mapa da Rede do Vouga, onde se pode ver a localização da estação de Pinheiro de Lafões.

Esta interface situava-se no lanço entre Ribeiradio e Vouzela, que entrou ao serviço em 30 de Novembro de 1913, pela Compagnie Française pour la Construction et Exploitation des Chemins de Fer à l'Étranger.
Em 1 de Janeiro de 1947, a exploração da Linha do Vouga passou para a Companhia dos Caminhos de Ferro Portugueses.

O lanço entre Sernada do Vouga e Viseu foi encerrado em 2 de Janeiro de 1990, pela empresa Caminhos de Ferro Portugueses.

## Leitura recomendada
- SILVA, José; RIBEIRO, Manuel (2007). Os Comboios em Portugal. Volume III 1ª ed. Lisboa: Terramar - Editores, Distribuidores e Livreiros, Lda. 203 páginas. ISBN 978-972-710-408-6